# TELE+ Digitale
TELE+ Digitale, nota precedentemente anche come DStv (Digital Satellite TeleVision), Telepiù Satellite e D+, è stata una piattaforma televisiva a pagamento italiana edita da Telepiù S.p.A.
È stata la prima piattaforma televisiva a pagamento per la televisione satellitare destinata al mercato italiano.
Era disponibile anche a San Marino e nella Città del Vaticano.

## Storia

### 1996-1997: DStv
Il lancio di DStv viene annunciato a Sansepolcro da Dario Tognazzi nell'aprile 1993, all'annuale corso di aggiornamento per antennisti della scuola Eurosatellite: vengono prenotati quattro transponder del futuro satellite per telecomunicazioni Hot Bird 2, del gruppo Eutelsat Communications, per una disponibilità trasmissiva complessiva di 16 canali televisivi. Il progetto era quello di creare un'offerta televisiva più corposa rispetto a quella di TELE+ sulla televisione analogica terrestre, vista la maggiore disponibilità trasmissiva della televisione satellitare, in particolare di quella digitale.
Nel settembre 1995, al Comisat, l'amministratore delegato di Telepiù S.p.A. Zanone Poma annuncia l'imminente inizio delle trasmissioni televisive sperimentali dal satellite Hot Bird 1, posizionato al 13º grado est, che ebbero inizio a novembre. I canali televisivi disponibili, criptati in Irdeto, erano TELE+1, TELE+2, TELE+3, MTV Europe (in inglese) e un monoscopio identificato come Omega TV, nome della società licenziataria delle frequenze terrestri di TELE+3.
Il 3 gennaio 1996 iniziano ufficialmente le trasmissioni di DStv dal satellite Hot Bird 1: per ricevere il segnale era pertanto necessario installare sul tetto della propria abitazione un'antenna parabolica orientata al 13º grado est, munirsi di un decoder compatibile con lo standard DVB-S e di una smart card attiva. Il costo dell'abbonamento era di 45.000 ₤ mensili.
Il 31 luglio 1996 debuttano sulla piattaforma la versione italiana di Cartoon Network, i canali in lingua inglese BBC World e CNN International e 10 canali radiofonici denominati DMX. Contemporaneamente, l'offerta viene diversificata in pacchetti: Premium aveva un costo mensile di 57.000 ₤ e offriva la visione dei canali TELE+1, TELE+2 e TELE+3, mentre Basic aveva un costo mensile di 15.000 ₤ e offriva la visione dei restanti canali dell'offerta.
Nel settembre 1996 viene lanciato TELE+ CALCIO, un gruppo di canali televisivi che permetteva di vedere in diretta le partite dei campionati di Serie A e Serie B in varie soluzioni: con il pacchetto +Calcio Full era possibile vedere in diretta tutte le partite di una sola squadra al costo di 500.000 ₤ a stagione; con il pacchetto +Calcio Away era possibile vedere in diretta tutte le partite in trasferta di una sola squadra al costo di 300.000 ₤ a stagione; con il pacchetto +Calcio Gold, il più costoso, era possibile vedere in diretta tutte le partite di tutte le squadre. Successivamente, con la nascita della pay-per-view Palco, venne reso possibile anche l'acquisto delle singole partite. Sempre nello stesso mese, inoltre, entrano a far parte del pacchetto Basic i canali TMC e TMC 2.

### 1997: Telepiù Satellite
Ad agosto 1996 Johann Rupert vende le sue quote in Telepiù, rispettivamente il 45%, alla francese Vivendi, che dà il via ad un processo di rinnovamento dell'ancora neonata piattaforma: a gennaio 1997 il nome cambia in Telepiù Satellite.
Nella primavera del 1997 nasce +F1, un gruppo di cinque canali televisivi che permetteva di seguire in diretta i Gran Premi di Formula 1 da quattro diverse inquadrature con dettagliati rilevamenti cronometrici.
Sempre in primavera iniziano le proprie trasmissioni sulla piattaforma i canali TELE+1 Plus, l'edizione italiana di Bloomberg Television, BET on Jazz, Canale Meteo, Sei Milano e altri 10 canali radio DMX.
Nel luglio 1997 la tedesca Kirch Media vende le sue quote in Telepiù, rispettivamente il 45%, a Vivendi, già detentrice del 45% del capitale azionario della società. Il restante 10% di quest'ultima era proprietà di Mediaset.

### 1997-2001: D+

D+ sponsor di maglia della nel campionato di Serie A 1998-1999

Nel 1998 Mediaset vende il restante 10% di Telepiù S.p.A. a Vivendi, che nel 1999 cederà il 2% delle quote societarie alla Rai.
Tra il 30 e il 31 agosto 1997 Telepiù Satellite diventa D+: i canali TELE+1, TELE+2 e TELE+3 diventano, rispettivamente, TELE+ Bianco, TELE+ Nero e TELE+ Grigio, dove vengono trasmessi più di 100 film al mese in anteprima assoluta, serie televisive, il calcio italiano con le migliori partite delle squadre TELE+ di Serie A (partite di Juventus, Inter, Milan, Atalanta, Bari, Bologna, Brescia, Perugia, Reggina, Hellas Verona e Vicenza), Serie B (partite di Genoa, Torino, Cagliari, Chievo, Empoli, Ternana, Treviso, Salernitana, Cosenza, Pescara, Piacenza, Pistoiese, Ravenna e Monza), Serie C (partite di Catania, Livorno e Messina) ― le restanti partite su TELE+ Calcio ― e la Supercoppa italiana, il calcio europeo con la UEFA Champions League, la Premier League, la Primera División, la Bundesliga e la Division 1, il football NFL, il basket NBA, il baseball MLB, la Formula 1, il rally, i kart e il Ferrari Challenge.
Sempre il 1º settembre 1997 nascono la versione italiana di MTV, al posto della già presente versione europea, di Hallmark Channel e di Discovery Channel, oltre ai nuovi canali TELE+ 16:9 e Marcopolo.
Nei mesi e negli anni successivi nuovi canali entrano a far parte dell'offerta, come Disney Channel, Canal Jimmy, Classica, INN, Happy Channel, Milan Channel, Planete, RaiSat Gambero Rosso, RaiSat Ragazzi, RaiSat Cinema, Rock TV e Inter Channel.
Sempre nel 1997, D+ introduce sul mercato dei nuovi ricevitori, chiamati Goldbox, e la codifica SECA alle proprie trasmissioni, affiancandola al già utilizzato sistema Irdeto.
Nel 2000, a causa delle numerose e frequenti violazioni del sistema Irdeto, nei canali TELE+ CALCIO viene spento il simulcrypt, iniziando ad utilizzare solo la codifica SECA.

### 2001-2003: TELE+ Digitale e l'acquisizione da parte di News Corporation
Nell'agosto 2001, D+ diventa TELE+ Digitale, facendo appunto riferimento alla tecnologia di trasmissione utilizzata sul satellite. La pay TV controllata da Vivendi, inoltre, riformula completamente la propria offerta, introducendo nuovi pacchetti di canali e modificando le tariffe. Sempre nell'agosto 2001, TELE+ Digitale abbandona il sistema di codifica Irdeto per passare definitivamente al SECA Mediaguard, sempre a causa delle numerose e sempre crescenti violazioni del sistema utilizzato in precedenza.
Nel 2002, dopo aver acquisito la maggioranza del capitale azionario di Stream S.p.A., News Corporation compra Telepiù S.p.A. dalla francese Vivendi per un totale di 900 milioni di euro, dando il via alla fusione tra i due provider di pay TV italiani.
Tra il 2002 e il 2003, TELE+ Digitale sostituisce per un'ultima volta le smart card dei propri abbonati, questa volta con le nuove SECA 2.

### 2003: la chiusura
Nel marzo del 2003 la Commissione europea autorizza la fusione tra Telepiù S.p.A. e Stream S.p.A. dalla quale sarebbe nata Sky Italia S.r.l., le cui trasmissioni sarebbero ufficialmente iniziate il 31 luglio. Allo scadere della mezzanotte di tale data, infatti, TELE+ Digitale è confluita assieme a Stream TV nella nascente Sky Italia, lasciando a quest'ultima tutti i loro abbonati e molti dei servizi televisivi presenti sulle rispettive piattaforme.

## Pacchetti

### Super
Il pacchetto comprendeva 26 canali tematici e 20 Radio MultiMusica: RaiSat Ragazzi, Cartoon Network, RaiSat Cinema, RaiSat Fiction, Hallmark Channel, RaiSat Album, Happy Channel, Canal Jimmy, Sky News, Bloomberg Television, CNBC Europe, INN, BBC World, CNN International, Match Music, Rock TV, RaiSat Show, MTV, RaiSat Gambero Rosso, RaiSat Art, Discovery Channel, Planete, Marcopolo, ESPN Classic Sport, Eurosport ed Eurosport News. Il prezzo era di 19 € al mese.

### Premium Plus
Il pacchetto comprendeva cinque canali TELE+ (TELE+ Bianco, TELE+ Nero, TELE+ Grigio, TELE+ 16:9 e TELE+ 30) e i seguenti 12 canali tematici: Disney Channel, Marcopolo, Eurosport, Eurosport News, Discovery Channel, Bloomberg Television, Sky News, ESPN Classic, BBC World, CNBC Europe, INN e Rock TV. Il prezzo era di 32 € al mese.

### Superpremium
Il pacchetto comprendeva i cinque canali TELE+, Disney Channel, i 26 canali tematici dell'offerta Super e le 20 radio MultiMusica. Il prezzo era di 39 € al mese.

### +Calcio Gold
Abbonandosi a +Calcio Gold era possibile vedere tutte le partite delle squadre delle quali TELE+ deteneva i diritti. Il prezzo era di 24 € al mese.

### Superpremium Gold
Comprendeva i pacchetti Superpremium e +Calcio Gold. Il prezzo era di 45 € al mese.

### Family
Il pacchetto Family comprendeva tutti i canali del pacchetto Premium Plus e tutte le partite di +Calcio Gold. Il prezzo era di 39 € al mese.

### Premium Gold
Nell'ambito di sperimentazione della tecnologia digitale terrestre, limitatamente alle città di Palermo, Brescia e La Spezia, TELE+ Digitale lanciò il pacchetto Premium Gold, che comprendeva quattro delle cinque reti TELE+ (TELE+ Bianco, TELE+ Nero, TELE+ Grigio e TELE+ 16:9), il servizio pay-per-view Palco e i seguenti canali tematici: Eurosport, RaiSat Ragazzi, Happy Channel e Planete. Il prezzo era di 31 € al mese.

### Options
In aggiunta ad un abbonamento annuale erano disponibili le seguenti Opzioni: Disney Channel (acquistabile solo con Super e +Calcio Gold essendo già compreso negli altri pacchetti), Inter Channel, Milan Channel, CineCinema 1, CineCinema 2 e CineClassics, Classica, Seasons e +F1.
I prezzi dei canali erano i seguenti:
- +F1 a 13 € al mese;
- Classica a 5,20 € al mese;
- Cine a 7,80 € al mese;
- Disney Channel a 7,80 € al mese;
- Seasons a 5,60 € al mese;
- Milan Channel a 7,80 € al mese;
- Inter Channel a 7,80 € al mese.

### Servizi Interattivi
Il bouquet di TELE+ Digitale offriva a tutti gli abbonati ad un qualsiasi pacchetto anche i seguenti canali e servizi interattivi, senza maggiorazioni di prezzo: EPG (Guida Elettronica Programmi), +Cinema Interattivo, Meteo, +Giochi, Sport Magazine, +Club, +F1 Magazine, Gambero Rosso Interattivo e RaiSat ITV Magazine. +Gol era invece abbinato al pacchetto +Calcio Gold.

### Palco
Palco è stata la pay-per-view di TELE+ Digitale che offriva film, eventi sportivi e pellicole per adulti su 16 canali televisivi. Il primo trasmetteva nel formato panoramico 16:9 mentre i restanti 15 in formato 4:3. Era inclusa in tutti i pacchetti.

## Canali televisivi
- BBC World
- Bloomberg Television
- Canal D+
- Canal Jimmy
- Cartoon Network
- Cine Cinema 1
- Cine Cinema 2
- Cine Classics
- Classica
- CNBC Europe
- CNN International
- Discovery Channel
- Disney Channel
- ESPN Classic Sport
- Euronews
- Eurosport
- Eurosport News
- Hallmark Channel
- Happy Channel
- Hot Club (canali per adulti)
- INN
- Inter Channel
- Marcopolo
- Match Music
- Milan Channel
- Mosaico TELE+
- MTV

- Planete
- Rai Educational Sat
- Rai Med
- Rai News 24
- Rai Sport Satellite
- RaiSat Album
- RaiSat Art
- RaiSat Cinema
- RaiSat Fiction
- RaiSat Gambero Rosso
- RaiSat Nettuno
- RaiSat Ragazzi
- RaiSat Show
- Rock TV
- Seasons
- Sky News
- TELE+ Bianco
- TELE+ Calcio
- TELE+ F1
- TELE+ Nero
- TELE+ Grigio
- TELE+ 16:9
- TELE+ 30
- TV5 Europe
- UltraBlue TV (canale per adulti)
- Vetrina D+
- Vetrina Palco

## Servizi interattivi
- +Cinema Interattivo
- +Club
- EPG (guida ai programmi)
- +F1 Magazine
- Gambero Rosso Interattivo
- +Giochi

- +Gol
- Meteo
- Palco (16 canali pay-per-view)
- RaiSat ITV Magazine
- Sport Magazine

## Tecnologie

### Decoder

#### Goldbox
Il Goldbox era un decoder, dotato di lettore integrato per smart card con sistema SECA, che permetteva la visione dei canali inclusi nel proprio abbonamento. In seguito alla legge sul decoder unico, venne introdotto nei decoder anche il sistema di codifica NDS, per gli abbonati alla rivale Stream TV.

### Trasmissione dei contenuti
TELE+ Digitale forniva contenuti ai propri abbonati secondo i seguenti standard:
- trasmissione dei contenuti televisivi: DVB-S;
- contenuti video a definizione standard: MPEG-2;
- contenuti audio canali a definizione standard: MPEG-1 Layer II;
- contenuti interattivi: Open TV;
- sistema di accesso condizionato per i contenuti televisivi a pagamento: SECA Mediaguard.

Per trasmettere i propri canali, TELE+ Digitale utilizzava 7 transponder del satellite Hot Bird 2 e 2 transponder del satellite Hot Bird 3, entrambi collocati a 13° Est, di proprietà del gruppo Eutelsat Communications.

## Curiosità
TELE+ Digitale è stata la prima piattaforma televisiva a pagamento per la televisione digitale satellitare attivata in Europa, soltanto un anno e mezzo dopo la statunitense DirecTV, la prima piattaforma televisiva a pagamento per la televisione digitale satellitare attivata nel mondo.
Altri due primati riguardano il calcio e la pay-per-view: nel settembre 1996, infatti, per la prima volta è stato possibile vedere in diretta tutte le partite di calcio di Serie A. Le singole partite erano acquistabili anche in pay-per-view: si trattava della prima offerta in tale modalità rivolta al mercato italiano.